# Haridimos Tsoukas
Haridimos („Hari“) Tsoukas (* 1961 in Karpenisi) ist Professor für Organization Studies an der University of Warwick Business School in Großbritannien sowie Columbia Ship Management Professor of Strategic Management an der Universität Zypern. Er befasst sich mit Organizational Behavior und Veränderungsmanagement.

## Karriere
Seinen Bachelor of Science erwarb er (1983) an der Aristoteles-Universität Thessaloniki. Er verließ Griechenland und studierte für den Master-Titel in Ingenieurwissenschaften 1985 an der Cranfield University. Seinen Doktortitel  in Organisationssoziologie erwarb er 1989 an der University of Manchester.
Von 1988 bis 1990 lehrte Tsoukas an der University of Manchester Business School, 1990 bis 95 in Warwick, 95 bis 98 an der Universität Zypern, 98 bis 2000 an der University of Essex und 2000 bis 2003 an der University of Strathclyde.
Neben seiner Forschungs- und Lehrtätigkeit wirkt Tsoukas auch in verschiedenen Fachpublikationen, unter anderem von 2003 bis 2008 als Nachfolger von David C. Wilson und Vorgänger von David Courpasson als Chefredakteur von Organization Studies, der renommierten Publikation der European Group for Organizational Studies (EGOS). Weiterhin schreibt Tsoukas eine Kolumne in einer griechischen Tageszeitung. 2025 wurde er zum Mitglied der British Academy ernannt.

## Forschung
In seiner Forschung konzentriert sich Tsoukas auf das Veränderungsmanagement und Sozialreformen auch im Zusammenhang mit dem Design sozialer Systeme. Insbesondere die durch die Informationsgesellschaft hervorgerufenen Veränderungen der sozialen Systeme analysierte und kritisierte er ausgiebig, wobei er einen post-rationalen Standpunkt einnimmt. Dabei behandelt er die Routinen von Organisationen, die Veränderung von Routinen und das Herbeiführen von Veränderungen, also dem Lernen im Sinne der lernenden Organisation und dem damit einhergehenden wissensbasierten Sicht auf Organisationen.

## Ausgewählte Werke
Tsoukas hat über 60 Arbeiten in 130 Publikationen veröffentlicht, die in über 1800 Bibliotheken verwaltet werden.
- (2009) A dialogical approach to the creation of new knowledge in organizations, Organization Science, 2009, 20/6: 941–957
- (2005) Complex Knowledge: Studies in Organizational Epistemology, Oxford University Press
- (2003) The Oxford Handbook of Organization Theory: Meta-theoretical Perspectives (Oxford Handbooks); Oxford University Press